# You Send Me
"You Send Me" es una canción escrita y grabada originalmente por el cantante estadounidense Sam Cooke, publicada como sencillo en 1957 por Keen Records, producida por Bumps Blackwell y con los arreglos y dirección de René Hall. La canción, el primer sencillo de Cooke, fue un éxito comercial masivo, convirtiéndose en número uno tanto en la lista Rhythm & Blues Records de Billboard como en el Billboard Hot 100.
Fue seleccionada como una de las 500 grabaciones de rock and roll más importantes por el Salón de la Fama del Rock & Roll. En abril de 2010, la canción ocupó el puesto 115 entre las 500 mejores canciones de todos los tiempos de la revista Rolling Stone.
Además de la versión original de Sam Cooke, "You Send Me" ha sido objeto de otras numerosas versiones a lo largo de los años, siendo las más importantes las de Teresa Brewer (1957), Aretha Franklin (1968), Ponderosa Twins Plus One (1971) y The Manhattans (1985).